# Polymikrogyrie

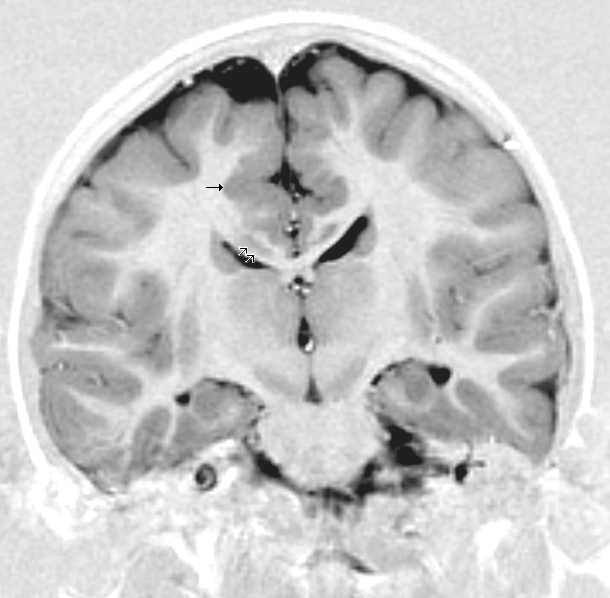
MRT eines Kindes mit Krampfanfällen. Coronare Darstellung mit verdickter und ungeordneter Großhirnrinde bds im Gyrus cinguli und Gyrus frontalis superior (Pfeile). Heterotopien (Doppelpfeile)

Die Polymikrogyrie (von altgriechisch πολύς polys, poly, deutsch ‚viel‘,  μικρός mikros, mikro, deutsch ‚klein‘ und altgriechisch γύρος gyros, latinisiert gyrus, deutsch ‚Drehung, Biegung, hier: Windung‘) ist eine sehr seltene angeborene oder pränatal erworbene Fehlbildung mit abnormaler Form und Struktur der Großhirnrinde und deren Oberfläche aufgrund einer Migrationsstörung von kortikalen Neuronen mit pathologisch vielen und zu kleinen Gyri.

## Einteilung
Eine Klassifikation ist nach der Lokalisation möglich:
- Bilateral
- Bilateral-frontal
- Bilateral-frontoparietal
- Bilateral generalisiert (ausgeprägteste Form)
- Bilateral parasagittal parieto-okzipital
- Bilateral perisylvisch (häufigste Lokalisation)[2]
- Fokal unilateral (mildeste Form)[3]
- Hemispherisch unilateral
- Unilateral

## Verbreitung
Die Häufigkeit ist nicht bekannt, meist tritt die Erkrankung sporadisch auf.
Es besteht eine Assoziation mit dem Zellweger-Syndrom und dem Smith-Lemli-Opitz-Syndrom.

## Im Rahmen von Syndromen
Bei folgenden Syndromen ist die Polymikrogyrie mit ein Hauptmerkmal:
- Kongenitales intrauterines infektionsähnliches Syndrom, Synonyme: BLC-PMG; Baraitser-Brett-Piesowicz-Syndrom; Baraitser-Reardon-Syndrom; Bilaterale band-ähnliche Kalzifizierung mit Polymikrogyrie; Mikrozephalie - intrakraniale Verkalkungen – Intelligenzminderung; Pseudo-TORCH-Syndrom; Bilaterale band-ähnliche Kalzifizierung mit Polymikrogyrie[5]
- Megalenzephalie-Kapillarfehlbildungen-Polymikrogyrie-Syndrom
- MPPH-Syndrom
- Microzephalie - Polymikrogyrie - Corpus callosum-Agenesie[6]
- Okzipitale Pachygyrie und Polymikrogyrie, Synonyme: MCD, okzipitale; Okzipitale Fehlbildungen der kortikalen Entwicklung[7]
- Polymikrogyrie mit Sehnerv-Hypoplasie

## Ursache
Mögliche Ursache sind intrauterine Infektionen wie Zytomegalie, Toxoplasmose, Syphilis, Varizellen sowie intrauterine Ischämie z. B. bei Plazenta-Perfusionsstörungen oder Fetofetales Transfusionssyndrom.
Bislang wurden einzelne genetische Formen bekannt.

## Klinische Erscheinungen
Klinische Kriterien sind:
- leichte geistige Behinderung
- zerebrale Krampfanfälle
- Pseudobulbärparalyse mit Gedeihstörung

Der Schweregrad hängt von der Lokalisation und der Größe der Veränderungen ab.

## Diagnose
Die Diagnose erfolgt bildgebend mittels Magnetresonanztomographie, bei der Unregelmäßigkeiten der Hirnrindenoberfläche, am Übergang zur grauen Substanz sowie eine Verdickung der Hirnrinde nachgewiesen werden können.

## Differentialdiagnose
Abzugrenzen sind andere Gyrierungs- und Migrationsstörungen, die Fokale kortikale Dysplasie sowie die Ulegyrie.

## Therapie
Die Behandlung beschränkt sich auf antikonvulsive Medikamente.